# Skepp som mötas
Pour plus de détails, voir Fiche technique et Distribution.
Skepp som mötas est un film suédois réalisé par Victor Sjöström, sorti en 1916.

## Fiche technique
- Titre : Skepp som mötas
- Réalisation : Victor Sjöström
- Scénario : Kai Holberg
- Photographie : Henrik Jaenzon
- Pays de production  : Suède
- Format : Noir et blanc - 1,33:1 - Film muet
- Genre : drame
- Durée : 46 minutes
- Date de sortie : 1916

## Distribution
- August Warberg (en) : Cramer - Professeur
- Lili Bech : Ethel
- Mathias Taube (en) : Doktor Hiller
- Egil Eide : John Hall